# 川口真友美
川口 真友美（かわぐち まゆみ、1978年8月 - ）は日本の総務官僚。千葉市副市長。

## 来歴
東京都出身。桜蔭高等学校から東京大学文科一類に入学。東京大学法学部卒業。東大法学部在学中に国家一種（法律区分）に合格。2001年 総務省入省。自治税務局都道府県税課。山梨県勤務の後、大臣官房秘書課で採用などを担当。自治税務局市町村税課では3兆円の税源移譲に当たった。2006年8月よりロンドン大学へ留学。英国の行政や政治を学ぶ。公共政策学修士修得。2019年4月 千葉市総合政策局長。2020年4月 千葉市副市長。

## 職歴
- 2001年4月：総務省入省。自治税務局都道府県税課。
- 2001年10月：山梨県総務部市町村課。
- 2002年4月：山梨県総務部財政課。
- 2003年4月：総務省大臣官房秘書課。
- 2004年7月：総務省自治税務局市町村税課。
- 2006年8月：留学（ロンドン大学）。
- 2008年8月：自治大学校教授。
- 2009年4月：神奈川県県民部国際課長。
- 2011年6月：神奈川県総務局企画調整部市町村財政課長。
- 2013年4月：総務省行政管理局副管理官。
- 2014年5月：内閣官房内閣人事局参事官補佐。
- 2014年12月：総務省大臣官房秘書課長補佐（第一子・産休）。
- 2015年7月：総務省大臣官房秘書課長補佐 兼 自治大学校教授。
- 2016年4月：自治体国際化協会交流支援部長。
- 2016年11月：総務省大臣官房秘書課長補佐（第二子・産休）。
- 2019年4月 千葉市総合政策局長。
- 2020年4月 千葉市副市長。
- 2022年7月 総務省自治行政局選挙部資金課政党助成室長。
- 2023年7月 総務省行政管理局管理官 (文部科学、農林水産、防衛、公正取引委員会、個人情報保護委員会担当) 併　内閣官房内閣人事局内閣参事官。
- 2025年7月 内閣府政策統括官付参事官兼内閣府地方分権改革室参事官